# Molybdaat

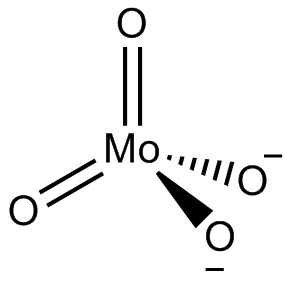
Molybdaat-ion

Een molybdaat is een ion van molybdeen met de chemische formule MoO42−. Ook zouten en mineralen die een molybdaation als anion hebben worden met molybdaat omschreven.
Vergeleken met chromaat is molybdaat een minder sterke oxidator. Voorbeelden van molybdaten zijn wulfeniet en molybdiet.
Molybdaatcomplexen worden gebruikt bij de fotospectrometrische bepaling van het fosfaatgehalte.